# 帕琴特罗
帕琴特罗（義大利語：Pacentro），是意大利阿奎拉省的一个市镇。总面积71.85平方公里，人口1268人，人口密度17.6人/平方公里（2009年）。ISTAT代码为066066。